# Blek le Rat

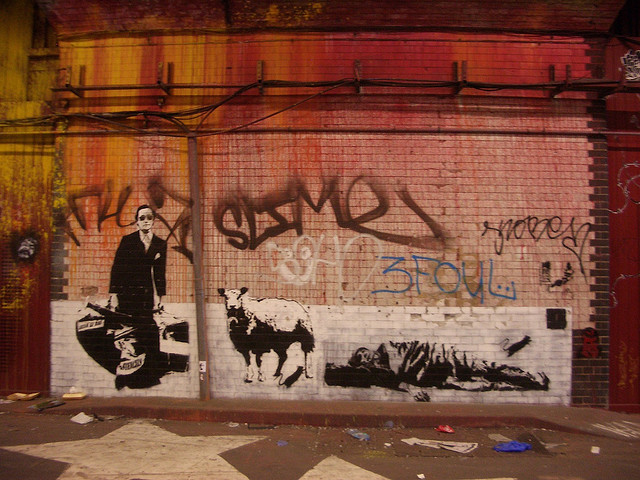
Obra de Blek le Rat a Londres (2008)

Xavier Prou (París, 1951), més conegut pel nom artístic Blek le Rat, és un artista de graffiti parisenc que després d'aprendre la tècnica de «pochoir» (plantilla) a l'Escola de Belles Arts, influït per l'estergit propagandístic de Mussolini i el graffiti que va veure al metro en un viatge a Nova York, plasmà als carrers de París la seva obra des de 1983.

Després de dibuixar amb aquesta tècnica tancs de guerra, rates, figures humanes... per tota la ciutat, la fama li va arribar quan s'exposa la seva obra en el centre Georges Pompidou, considerat un dels museus d'art modern més importants del món.
| «                                      | Intento exposar les millors coses de la vida mitjançant inesperades imatges que distreuen i delecten els vianants, traient-los de les seves preocupacions quotidianes. Malgrat les represàlies per part de la policia en contra del graffiti, continuaré assaltant els carrers en l'obscuritat, ja que per a mi, portar el treball directament als carrers és part primordial de l'evolució de l'art... | » |
| — Blek Le Rat. Manifest de Blek Le Rat | |   |

En els seus començaments, Blek pinta amb Gérard. Després va passar a fer-lo amb Jerome Mesnager, amb el qual donaria el salt a altres ciutats europees i finalment a Nova York. També amb Nemo, pertany a aquesta vella escola de París.
L'artista de graffiti britànic Banksy va reconèixer la influència de Blek dient «cada vegada que crec que he pintat alguna cosa lleugerament original, m'adono que Blek le Rat ho va fer millor, solament vint anys abans.» Aquesta cita va ser presa de la portada del DVD "Original Stencil Pioneer" de King Adz.
En l'actualitat són molts els que estan influïts per l'escola francesa d'estergit: Shepard Fairey (Obey), Dave Kinsey o Banksy entre d'altres.